# David Gutiérrez Gutiérrez
David Gutiérrez Gutiérrez (Rábago, 2 april 1982) is een Spaans wielrenner die anno 2011 uitkomt voor Geox-TMC.

## Belangrijkste overwinningen
2006
- 5e etappe Vuelta Ciclista a León

2009
- 5e etappe Circuito Montañés

2010
- Bergklassement Ronde van Catalonië

## Resultaten in voornaamste wedstrijden
| Jaar | Ronde van Italië | Ronde van Frankrijk | Ronde van Spanje |
| ---- | ---------------- | ------------------- | ---------------- |
| 2010 |                  |                     | 111e             |
| 2011 |                  |                     |                  |

| Jaar | Milaan-San Remo |
| ---- | --------------- |
| 2010 |                 |
| 2011 | 68e             |